# 凱爾體育場

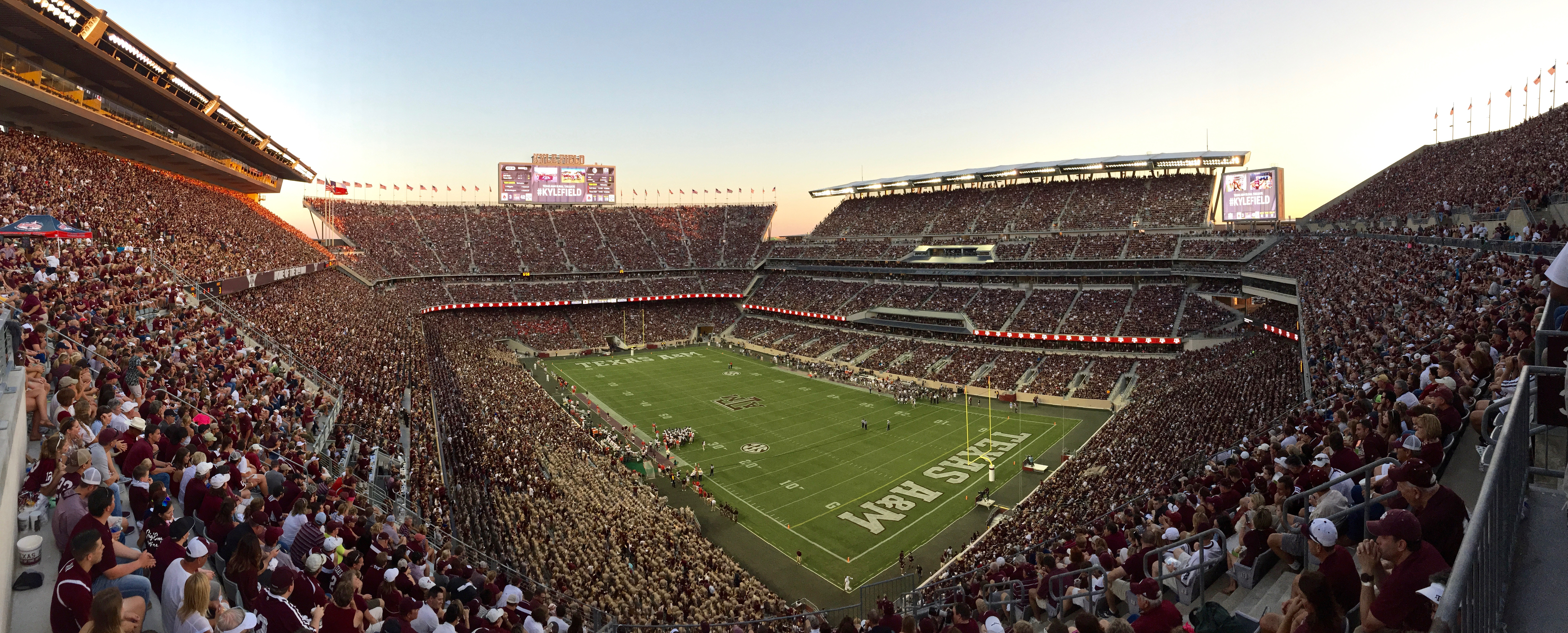
凱爾體育場內部照片（2015年）。

凱爾體育場（Kyle Field）是位於美國得克萨斯农工大学校園內的美式足球場，自 1904 年以來，它一直是 Texas A&M Aggies （德州農工大學农科生）橄欖球隊的主場，從1927年開始以混凝土改建。2021 年可容納 102,733 個座位，使其成為東南聯盟最大的體育場和 NCAA 的第四大體育場，美國第四大體育場，世界第六大非競賽體育場和德州最大的非競賽體育場。
2014 年 10 月 11 日，當得克薩斯 A&M 以 35-20 的比分輸給 Ole Miss Rebels 時，Kyle Field 最大的比賽觀眾人數為 110,633。這是當時德克薩斯州和 SEC 歷史上觀眾人數最多的足球比賽。